# Felixfelsen
Der Felixfelsen liegt im Landschaftsschutzgebiet der Büttnau der Stadt Veringenstadt im Landkreis Sigmaringen sowie der Gemeinde Winterlingen im Zollernalbkreis in Baden-Württemberg in Deutschland.

## Lage
Die Büttnau ist ein rechter Zufluss der Lauchert auf einer Höhe von bis zu 660,9 m ü. NN der Schwäbischen Alb.
Innerhalb des Schutzgebiets Büttnau ist der Felixfelsen als flächenhaftes Naturdenkmal ausgewiesen: ein etwa 40 Meter breiter und 30 Meter hoher Kalkfelsen, der senkrecht aus dem Talboden der Büttnau aufsteigt.
Am Fuß des Felsens ist eine Inschrift eingemeißelt, die besagt, dass am Karfreitag des Jahres 1831 ‚Felix Gauggel‘ aus Harthausen auf der Scher mit seinem Pferd von diesem Felsen stürzte und ums Leben kam. Eine weitere Inschrift erinnert an den Bau des Weges im Jahr 1922.

## Gedicht zur Tragödie am Felixfelsen
DER FELIXFELSEN.

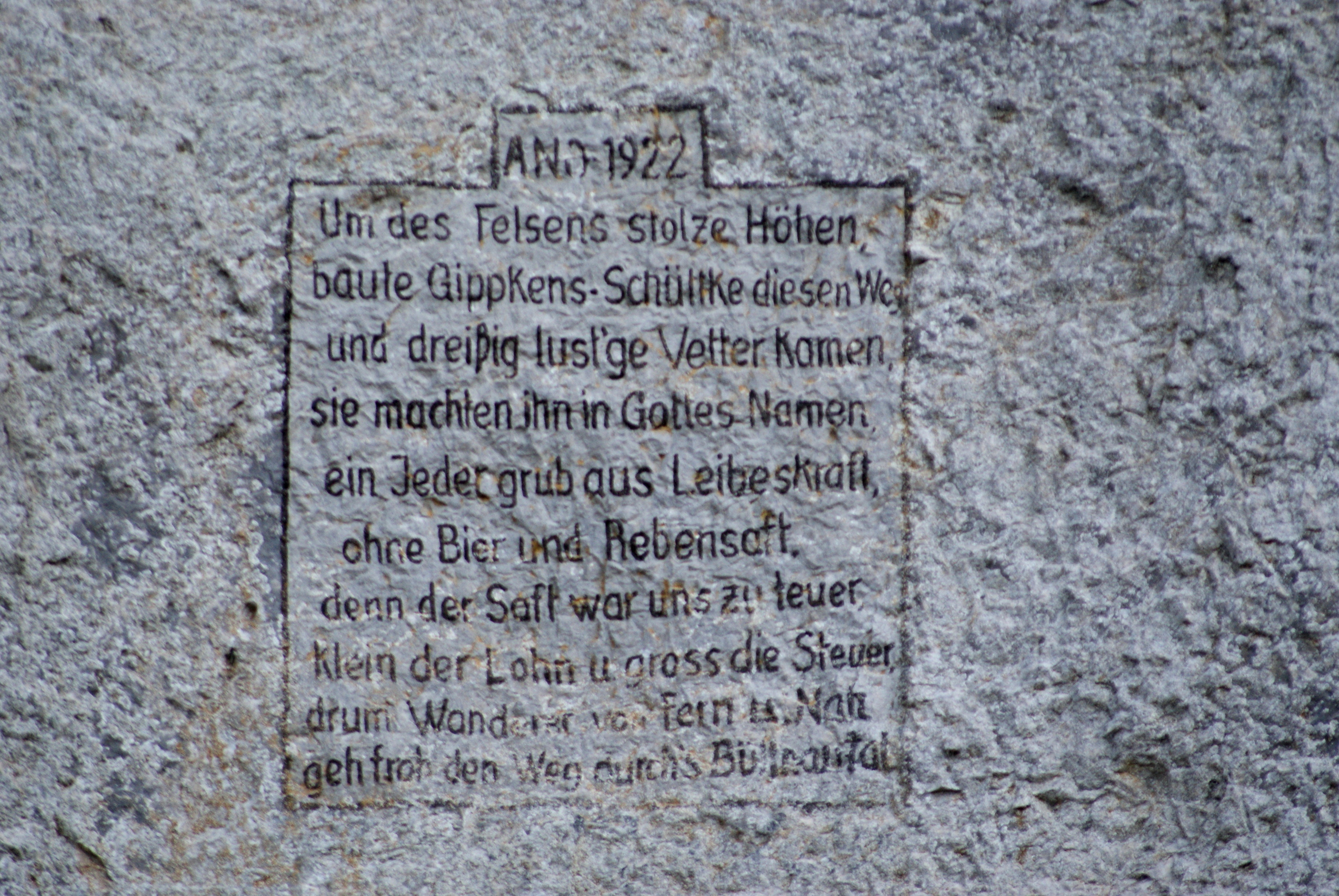
Fels-Inschrift: „An(n)o 1922. Um des Felsens stolze Höhen baute Gippkens-Schültke diesen Weg und dreißig lust´ge Vetter kamen, sie machten ihn in Gottes Namen ein Jeder grub aus Leibeskraft ohne Bier und Rebensaft, denn der Saft war uns zu teuer. Klein der Lohn u. groß die Steuer drum Wanderer von Fern u. Nah geh froh den Weg durch´s Büttnautal.“

Schirr mir die Pferde fauler Bub, Weib hol mir den Sonntagshut.

Ich fahr heut in die Mühle, weil heute doch die Arbeit ruht.

So sagte droben in Harthausen der Bauer Felix Gauggel grob

als früh am heiligen Karfreitag der Nebel Trauerschleier wob.

Was fällt Dir ein um Gottes Willen rief ernst das Weib in herber Klag

zu fahren ins Tal zur Mühle an unsres Herrgotts-Todestag.

Bitt den Erlöser knien fällig der auch für dich gestorben ist

um die Verzeihung deiner Sünden am heutigen Tag wie jeder Christ.

Nimm Zeit zum Beten, Zeit zur Einkehr solang du lebst und wirkst und strebst

wer weiß ob du vielleicht den Abend ob du das Osterfest erlebst?

Lass dich nicht täuschen durch Gesundheit durch Jugendmut und Lebenskraft

wie mancher wurde in der Blüte vom Sensenmann hinweggerafft.

S´war leider in den Wind gesprochen der Mann fuhr fort mit Ross und Karr´n

zwei Pferde waren an der Deichsel das dritte ganz alleine vorn.

Still lag die Mühle als er ankam s´war alles schon im Gotteshaus

nur eine alte Magd sah mürrisch zum Küchenfensterlein heraus.

Hol mir die Burschen aus der Kirche so herrschte er die Alte an

ich brauche Mehl und zwar noch heute mit Beten ist mir nicht getan

und er bekam auch wie er wünschte bis gegen Abend all sein Mehl

doch machten oft die Müllerburschen aus ihrem Unmut keinen Hehl.

Das vord´re Pferd, den schönen Rappen ritt auf dem Heimweg er mit Stolz

und kam in dunkler Nacht auch glücklich bis in des Hadecks jungem Holz.

Doch plötzlich merkte er mit Schrecken dass er an eines Abgrunds Rand

verirrt von Jedermann verlassen mit Pferden, Mehl und Wagen stand.

Der Rappen bäumte auf sich schnaubend und Ross und Reiters dumpfer Fall

fand in der Büttnau engem Tal ganz schauerlichen Wiederhall.

Formlos am Bergfuß lagen beide blutüberströmt o welch Geschick

die Deichselpferde bleiben zitternd auf hohem Fels gesund zurück.

Drum heißt der Fels jetzt Felixfelsen und eine Inschrift warnend kurz

berichtet auch für spätere Zeiten den unheilvollen Todessturz.

Geschehen den 1. April 1834